# Yaws (webbserver)
Yaws (Yet another web server, svenska:ytterligare en webbserver) är ett program (webbserver). 
Det är skrivet i erlang av Claes (Klacke) Wikström. Ett test 2002 visade att Yaws klarade mer än Apache i form av Apache 2.0.39 där den kollapsade vid 4 000 återkommande kopplingar medan Yaws fortfarande fungerade med över 80 000. Yaws kräver en BSD-licens.